# Nymyrtjärnen (Arvidsjaurs socken, Lappland)
Nymyrtjärnen är en sjö i Arvidsjaurs kommun i Lappland och ingår i Piteälvens huvudavrinningsområde.